# مول العرب (دبي)
مول العرب هو مركز للتسوق في دبي، بني ليكون وجهة تسوق بارزة داخل مدينة العرب في مجمع دبي لاند للمنتزهات الترفيهية، أشارت الإعلانات الأولية إلى تاريخ الانتهاء المستهدف في عام 2008. ومع ذلك تأخر افتتاح المركز التجاري بسبب الانكماش في سوق العقارات في دبي.
في عام 2016، تم الكشف عن أنه من المقرر أن يتم تجديد المركز التجاري خلال العقد المقبل، بالتزامن مع افتتاح آي إم جي عالم من المغامرات. ووفقا للمطورين سيصبح مول العرب مجمعًا مترامي الأطراف مساحته 10 ملايين قدم مربع، يضم أكثر من 1000 منفذ بيع بالتجزئة، وفندق على السطح، وخيارات لتناول الطعام والترفيه على الواجهة البحرية، ومنتزه ترفيهي، ومتحف لعلوم الأرض، والقبة السماوية. بالإضافة إلى ذلك، تضمنت الخطط تنفيذ نظام القطار المعلق المدمج مع مترو دبي، بالإضافة إلى موقف سيارات مكون من طابقين تحت الأرض قادر على استيعاب 10,400 مركبة.